# Периартрит
Периартрит (от др.-греч. περι — вокруг, ἄρθρον — сустав) — заболевание, характеризующееся воспалительным процессом в околосуставных тканях крупных суставов: капсуле сустава, его связках, окружающих его сухожилиях и мышцах. Основные причины периартрита — травмы/микротравмы сухожилий, сустава, чрезмерные перегрузки, переохлаждение, нарушения обмена веществ (ожирение), эндокринные нарушения (в климактерическом периоде), нейрорефлекторные, сосудистые и другие нарушения. Чаще всего поражаются короткие и широкие сухожилия, несущие большую нагрузку. В российской классификации болезней суставов периартрит относится к внесуставным заболеваниям мягких тканей опорно-двигательного аппарата.
Выделяют:
- периартрит, обусловленный дистрофическим процессом;
- воспалительный (встречается редко и отмечается главным образом при хронических артритах).

Периартрит чаще всего наблюдается в среднем и пожилом возрасте. Наиболее часто встречается плечелопаточный периартрит — периартрит плечевого сустава (некоторые исследователи отмечают, что этот термин неудачен и является, наряду с диагнозом шейного остеохондроза, диагностической «мусорной корзиной», «ширмой для сокрытия незнания истинных причин болей и расстройств в плечевом суставе» — по выражению Я. Ю. Попелянского). Также встречается кистевой периартрит.
Периартрит проявляется болью и дискомфортными ощущениями в области сустава.

## Симптомы заболевания
Симптомы включают в себя боль в плече и ограниченный диапазон движений, хотя эти симптомы часто встречаются при многих заболеваниях плеча. Важным признаком капсулита является сильная скованность, из-за которой выполнение простых движений рук зачастую практически невозможно. Боль из-за такого плеча обычно тупая или ноющая и может усиливаться ночью и при любом движении.
Было описано, что симптомы первичного замороженного плеча имеют три или четыре стадии. Иногда описывается продромальная стадия, которая может присутствовать за три месяца до заболевания плеча. На этой стадии люди описывают резкую боль в конечных пределах движения, ноющую боль в покое и нарушения сна.
Периартрит обычно развивается медленно и в три этапа. Каждый этап может длиться несколько месяцев.
- Первая стадия. Любое движение плеча вызывает боль, и вектор движения в плече становится ограничен.
- Вторая стадия. Боль может начать уменьшаться на этой стадии. Однако плечо становится жёстче, а двигать им становится сложнее.
- Третья стадия. Диапазон движений в плече начинает улучшаться.

У некоторых людей боль усиливается ночью, иногда нарушая сон.
Периартирит часто сложно отличить от истинных заболеваний суставов, поскольку воспалительный процесс находится в непосредственной близости от сустава.

## Лечение
- Временное обездвиживание сустава наложением фиксирующей повязки
- Применение противовоспалительных средств
- Физиобальнеотерапии
- Новокаиновая блокада
- Сероводородные и радоновые ванны
- Рентгенотерапия
- Иногда требуется оперативное вмешательство

Массаж противопоказан.